# Turmhügel Diepling
Der Turmhügel Diepling ist eine abgegangene mittelalterliche Turmhügelburg (Motte) im Flurbereich „Burgfeld“ (Burgfeldwiesen) bei Diepling, einem heutigen Stadtteil von Tittmoning im Landkreis Traunstein in Bayern. Die Anlage wird als Bodendenkmal unter der Aktennummer D-1-7942-0094 im Bayernatlas als „verebneter Niederungsburgstall des hohen oder späten Mittelalters“ geführt. 
Der Turmhügel der Mottenanlage mit nach Osten gelagerter Vorburg ist weitgehend verebnet und zeigt nur noch geringe Reste.